# Frigide Barjot
Frigide Barjot, bürgerlich Virginie Tellenne, geborene Merle (* 25. September 1962 in Boulogne-Billancourt) (Wortspiel mit Brigitte Bardot; von französisch barjot = durchgeknallt, völlig daneben), ist eine französische Komikerin und Kolumnistin, die für ihr politisches Engagement bekannt ist.

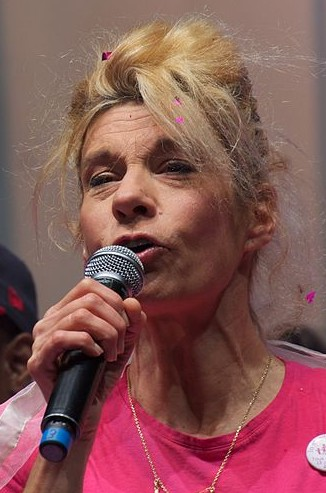
Frigide Barjot (2013)

## Wirken
Sie schuf das Collectif pour l’humanité durable und setzt sich gegen die gleichgeschlechtliche Ehe und gegen eine Vereinfachung des Zugangs zur Abtreibung, gegen das Recht auf Sterbehilfe und gegen eine Stärkung des Laizismus ein.
Im November 2012 und Januar, Februar und März 2013 war sie Koorganisatorin von Demonstrationen der Opposition gegen das Recht auf eine homosexuelle Ehe.